# Edward Strutt
Edward Lisle Strutt CBE, DSO (* 8. Februar 1874; † 7. Juli 1948) war ein britischer Offizier, Bergsteiger und als Hoher Kommissar in der Freien Stadt Danzig (1920) aktiv.
Als Soldat kämpfte Strutt im Zweiten Burenkrieg und im Ersten Weltkrieg. Nach dem Weltkrieg wurde er vom englischen König Georg V. zum Sicherheitsoffizier des letzten österreichischen Kaisers Karl I. ernannt und begleitete ihn sowie dessen Familie in das Schweizer Exil.
Am 15. November 1920 wurde Strutt zum Hohen Kommissar des Völkerbundes in der Freien Stadt Danzig ernannt. Er blieb im Amt, bis am 10. Dezember 1920 Bernardo Attolico die Position von ihm übernahm.
1922 führte er als stellvertretender Expeditionsleiter eine britische Mount-Everest-Expedition unter der Leitung von Charles G. Bruce. Strutt war 1935–1938 Präsident des britischen Bergsteigerverbandes „Alpine Club“.